# Borowe-Gryki
Borowe-Gryki (prononciation : [bɔˈrɔvɛ ˈɡrɨki]) est un village polonais de la gmina de Krzynowłoga Mała dans le powiat de Przasnysz de la voïvodie de Mazovie dans le centre-est de la Pologne.
Il se situe à environ 15 kilomètres au nord-ouest de Przasnysz (siège du powiat) et à 103 kilomètres au nord de Varsovie (capitale de la Pologne).
Le village compte approximativement une population de 70 habitants en 2006.

## Histoire
De 1975 à 1998, le village appartenait administrativement à la voïvodie d'Ostrołęka.